# 成田鉄道多古線

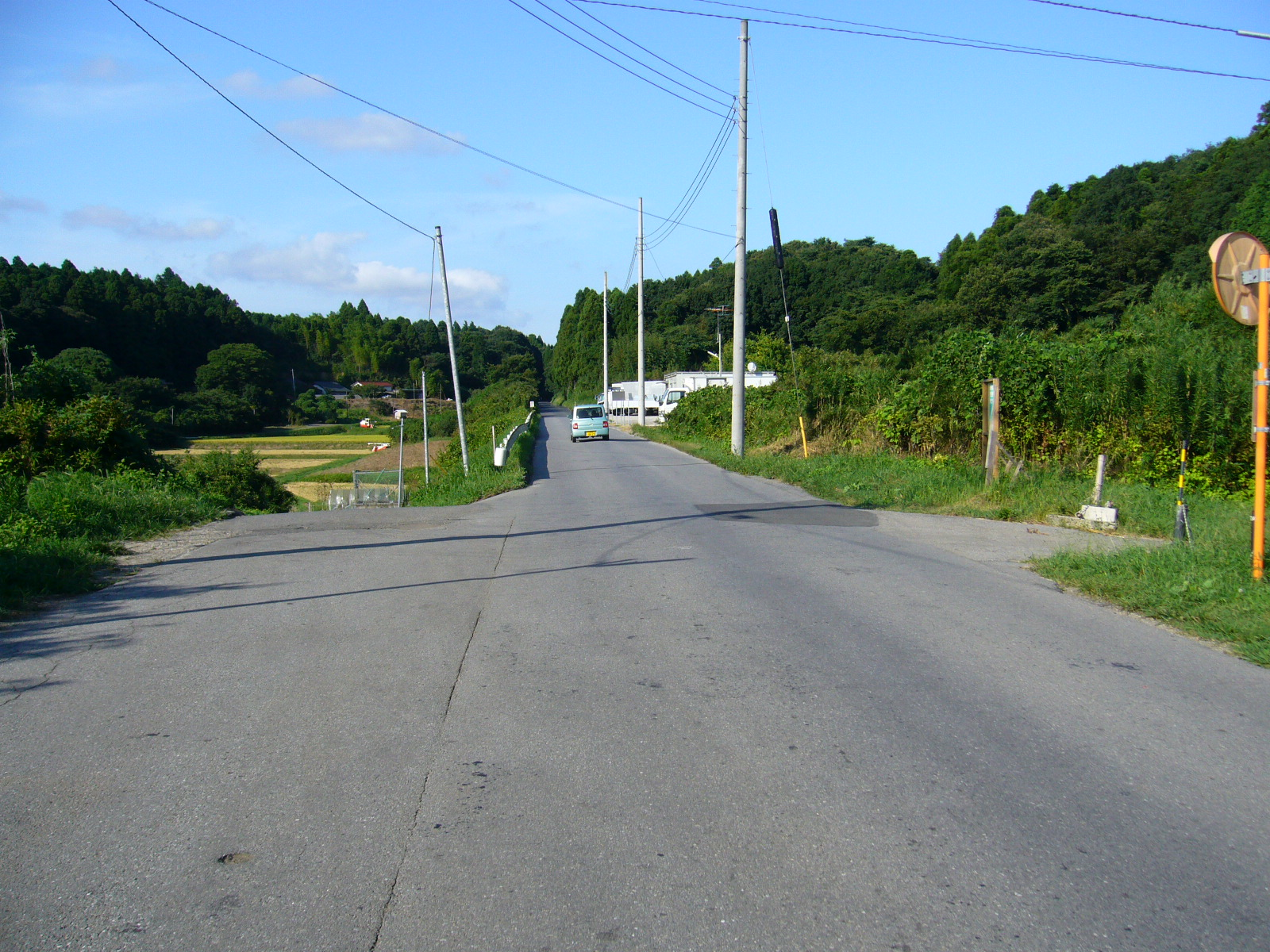
成田鉄道多古線盛土部跡（芝山町）

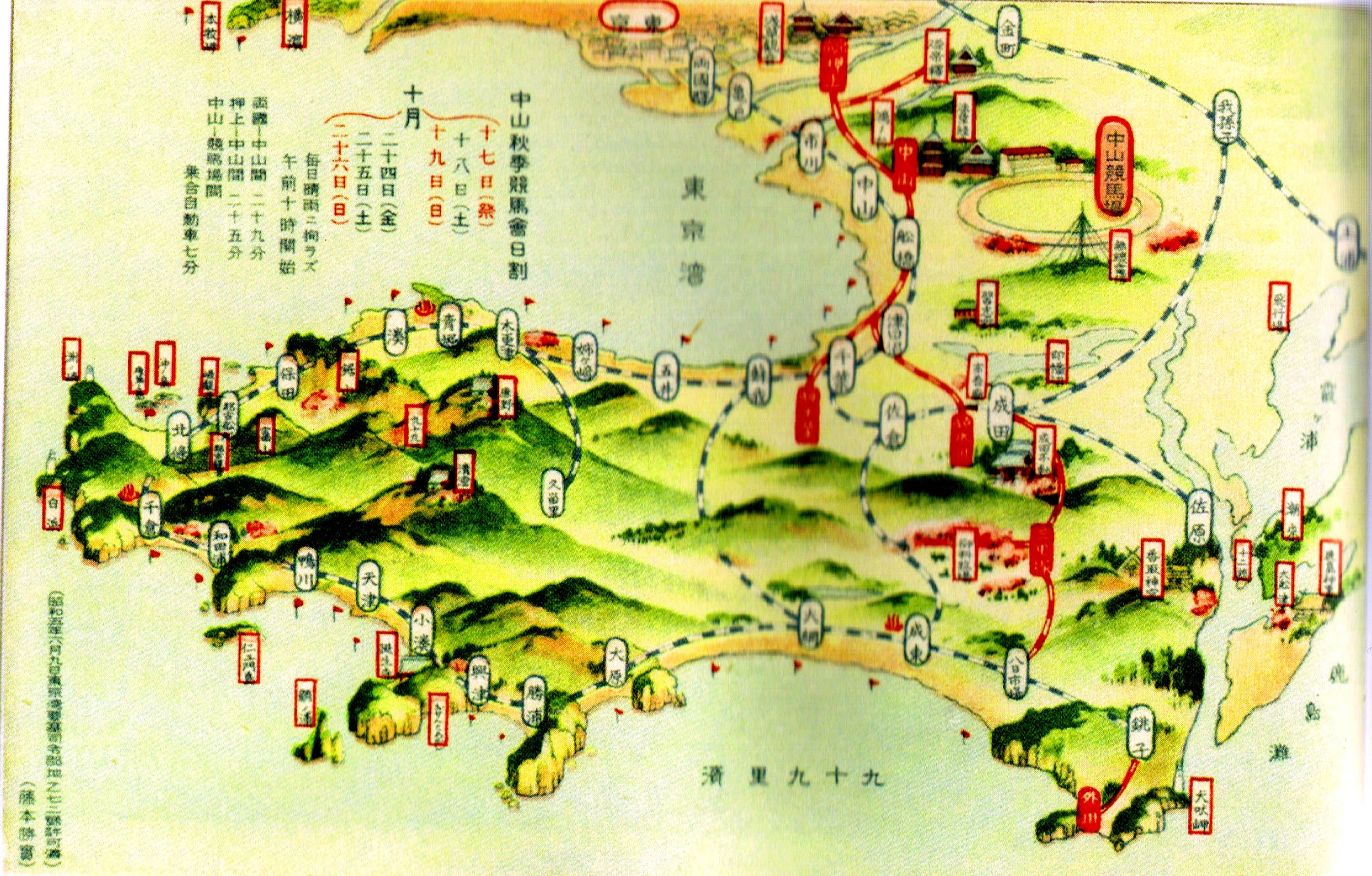
中山競馬･千葉県観光案内地図（昭和5年）　成田から八日市場までの路線が表示されている

多古線（たこせん）は、バス会社千葉交通の前身である成田鉄道（2代目）が、かつて運営していた鉄道路線（廃線）である。

## 概要
千葉県営鉄道としてこの鉄道空白地域の便を図るため、1911年（明治44年）から1926年（大正15年）にかけて成田 - 多古間が開業した。開業時は大日本帝国陸軍鉄道連隊が演習で敷設した設備と車両を借用していたが、千葉県に後に払い下げられた。1914年（大正3年）には八街 - 三里塚間の支線八街線も鉄道連隊が敷設して開業、1917年（大正6年）に千葉県に払下げられた。
祖父が各駅の駅長を務めていた小川国彦が「成田駅で発車に乗り遅れた人が、直後であれば、駆け足で追いつくことができた」と回想し、平林たい子が『砂漠の花』の中で「汽車がカーブするときに、飛び降りて用を足して、また走ってのるんだからのんきなもんさ」と書いているように、のどかな鉄道であった。
開業当初は日本の営業用鉄道では群馬馬車鉄道に次いで狭い600mm軌間で、後に国鉄との直通の便を図り1067mmの狭軌へ改軌した。同じころ延伸開業した多古仮（後の多古〈2代目〉） - 八日市場間は、最初から1067mm軌間である。八街線は600mm軌間のまま、1940年（昭和15年）の廃線まで改軌されなかった。
営業成績が悪かったため、1927年（昭和2年）4月に成田市で路面電車を運営する、京成電気軌道傘下の成田電気軌道（1か月後に成田鉄道と改称）へ売却額140万円で譲渡された。建設費は167万円だったが県会は満場一致で可決した。なお、この売却金の一部は漁業指導船「ふさ丸」の建造に充てられた。
現在成田国際空港の用地になっている三里塚付近には、宮内庁下総御料牧場がかつて存在（後に栃木県へ移転）しており、戦前は桜の名所としても知られていたため、国鉄総武本線・成田線から臨時の直通列車が乗り入れたこともあった。
しかし戦時体制に入ると石炭や資材不足により1日2往復まで削減された。さらに戦局の進展により、日本軍が占領したセレベス島（現在のインドネシア領スラウェシ島）に京成グループが鉄道（セレベス開発鉄道）を敷設することになったため、路面電車ともども資材を供出するため休止され、かわりに省営自動車の運行が始まった。千代田 - 染井間は線路跡の路盤を利用して成田 - 三里塚間10往復、成田 - 多古間2往復、多古 - 八日市場間12往復が運行された。しかしバスは、ガソリンが戦時体制で使用できず木炭を燃料にしていた木炭自動車のため、従来の鉄道が1時間20 - 40分で全線を結んでいたところを2時間以上も要するようになった。現在ではJRバス（ジェイアールバス関東）多古線が同区間を1時間 - 1時間20分で結んでいる。
なお、セレベス島（スラウェシ島）での鉄道建設のため南方に送られた鉄道資材については、運搬していた船が撃沈され海中に没したとの説、実際に現地で敷設されたとの説、海上輸送されず大砲や弾丸の原料に転用されたとの説があり、詳細は分かっていない。

### 路線データ
休止時点
- 路線距離：成田 - 八日市場間30.2km
- 駅数：14
- 軌間：1067mm（狭軌。一部開業時は600mm）
- 電化区間：なし
- 複線区間：なし

## 運行概要
1934年10月1日改正当時
- 旅客列車運行本数：日9往復（その他、成田 - 三里塚間1往復）
- 所要時間：全線1時間13分 - 17分

## 沿革
- 1910年（明治43年）8月31日 千葉県に対し鉄道免許状下付（成田 - 多古間）[9]。
- 1911年（明治44年）
  - 7月5日[10] - 陸軍から線路と車両を借用し、成田 - 三里塚間開業。成田裏駅[11][12]・東成田駅・法華塚駅・三里塚駅開業。
  - 10月5日 - 三里塚 - 多古間開業。千代田駅・五辻駅・飯笹駅・染井駅・多古駅開業。
- 1917年（大正6年）12月 - 設備を軍から県に移管。
- 1918年（大正7年）11月 - 三里塚の御料牧場にあった専用線を廃止。
- 1924年（大正13年）8月16日 - 鉄道免許状下付（香取郡多古町-匝瑳郡八日市場町間）[13]。
- 1926年（大正15年）12月5日 - 多古仮 - 八日市場間が1067mm軌間で開業。下総吉田駅・豊栄駅開業。従来の多古駅の手前に多古仮駅開業[14][15]。
- 1927年（昭和2年）
  - 4月1日 - 成田電気軌道に譲渡[16]。
  - 5月13日 - 成田鉄道と改称。
- 1928年（昭和3年）
  - 4月3日 - 成田 - 三里塚間を経路変更の上600mmから1067mmに改軌。成田裏駅廃止[17]。
  - 6月1日 - 三里塚 - 千代田間を改軌[18]。
  - 9月25日 - 千代田 - 多古間を路線変更の上改軌し、全線1067mm軌間となる[19]。不動公園駅開業[注釈 1][注釈 2]。五辻駅・飯笹駅移転。多古仮 - 多古間を廃止し[20]、多古駅を多古仮駅の位置に移転。
- 1929年（昭和4年）10月1日 - 西八日市場駅開業。
- 1932年（昭和7年） - 1934年（昭和9年）頃 - 不動公園駅を西成田駅に改称[21][注釈 1]。
- 1944年（昭和19年）1月11日 - 全線の運転を休止。省営自動車多古線（八日市場-成田間）貨物運輸営業開始[22]。
- 1946年（昭和21年）10月9日 - 正式廃止。

## 駅一覧
廃線時
成田駅（なりた） - 西成田駅（にしなりた） - 東成田駅（ひがしなりた） - 法華塚駅（ほっけづか） - 三里塚駅（さんりづか） - 千代田駅（ちよだ） - 五辻駅（いつじ） - 飯笹駅（いいざさ） - 染井駅（そめい） - 多古駅（たこ） - 下総吉田駅（しもうさよしだ） - 豊栄駅（とよさか） - 西八日市場駅（にしようかいちば） - 八日市場駅（ようかいちば）
- 西成田駅は「不動公園駅」と称していたこともあったといわれる[注釈 2][注釈 1]。
- 東成田駅は、後に建設された京成電鉄東成田線・芝山鉄道線の東成田駅とは異なる。
- 千代田駅は、芝山鉄道線芝山千代田駅の南500m付近に位置。

改軌時の廃線区間
成田駅 - 成田裏駅（なりたうら） - 東成田駅
千代田駅 - 五辻駅 - 飯笹駅 - 染井駅 - 多古駅
- 五辻駅、飯笹駅、多古駅は改軌時に移転。

## 接続路線
- 成田駅：成田線、京成本線（京成成田駅）、成田鉄道軌道線（京成電車前電停）
- 三里塚駅：成田鉄道八街線
- 八日市場駅：総武本線

## 輸送・収支実績
| 年度 | 輸送人員（人） | 貨物量（トン） | 営業収入（円） | 営業費（円） | 営業益金（円） | その他益金（円）                      | その他損金（円）  | 支払利子（円） | 政府補助金（円） | 運営会社 |
| ---- | -------------- | -------------- | -------------- | ------------ | -------------- | ------------------------------------- | ----------------- | -------------- | ---------------- | -------- |
| 1924 | 238,243        | 26,729         | 99,600         | 139,334      | ▲ 39,734       |                                       |                   | 12,066         |                  | 千葉県   |
| 1925 | 250,370        | 25,758         | 79,436         | 122,642      | ▲ 43,206       |                                       |                   | 8,850          |                  | 千葉県   |
| 1926 | 293,835        | 18,336         | 80,084         | 172,391      | ▲ 92,307       |                                       | 雑損1,202         | 16,383         |                  | 千葉県   |
| 1927 | 273,898        | 11,275         | 53,128         | 64,154       | ▲ 11,026       | 軌道益金77,501                        |                   | 7,250          |                  | 成田     |
| 1928 | 480,833        | 35,776         | 94,831         | 106,522      | ▲ 11,691       | 軌道80,477                            |                   | 6,534          |                  | 成田     |
| 1929 | 604,120        | 32,439         | 140,677        | 120,396      | 20,281         | 軌道自動車業62,153                    |                   | 61,898         |                  | 成田     |
| 1930 | 817,449        | 56,491         | 193,924        | 141,173      | 52,751         | 軌道自動車業149,276                   |                   | 170,051        |                  | 成田     |
| 1931 | 577,629        | 36,858         | 136,158        | 91,254       | 44,904         | 自動車軌道業109,354                   |                   | 129,320        |                  | 成田     |
| 1932 | 562,740        | 32,820         | 122,348        | 100,399      | 21,949         | 自動車及軌道業41,161                  | 雑損35            | 115,007        | 39,894           | 成田     |
| 1933 | 533,714        | 42,442         | 123,610        | 86,161       | 37,449         | 自動車軌道業63,009                    | 償却30,000        | 103,993        | 39,979           | 成田     |
| 1934 | 569,833        | 32,831         | 116,362        | 98,625       | 17,737         | 軌道自動車業其ノ他53,534              | 償却金25,000      | 87,320         | 40,268           | 成田     |
| 1935 | 493,468        | 33,313         | 103,995        | 102,543      | 1,452          | 軌道業其ノ他44,501                    |                   | 86,522         | 40,652           | 成田     |
| 1936 | 470,274        | 36,661         | 130,669        | 105,076      | 25,593         | 軌道自動車149,464 株式評価益金364,599 | 雑損償却金378,062 | 170,692        | 27,621           | 成田     |
| 1937 | 501,835        | 36,866         | 153,951        | 108,627      | 45,324         | 自動車軌道業271,599                   | 雑損償却金56,311  | 251,599        | 27,844           | 成田     |
| 1939 | 634,892        | 51,602         |                |              |                |                                       |                   |                |                  | 成田     |
| 1941 | 541,397        | 52,410         |                |              |                |                                       |                   |                |                  | 成田     |

- 鉄道省鉄道統計資料、鉄道統計資料、鉄道統計各年度版
- 1923年以前は久留里線、野田線合算のため省略
- 八街線と合算

## 車両

### 改軌後（1067mm）の車両
- 蒸気機関車 - 1925年製のタンク式機関車4両を日立製作所から購入。No1 - 4　 廃止後は北丹鉄道、船木鉄道、南薩鉄道へ譲渡。
- ディーゼル機関車 - 1931年に日立製作所で1両製作。詳細については成田鉄道D1001形ディーゼル機関車を参照のこと。
- 客車 - 1926年製のボギー客車8両（ホロハ1-3、ホハ1-3、ホハニ1・2）を汽車会社から購入。室内灯は電灯ではなくアセチレンランプであった。廃止後総武鉄道に1両、東武鉄道に3両、小湊鉄道に2両、名古屋鉄道に1両、上毛電気鉄道に1両を譲渡した。
- 内燃動車 - 1929年からガソリン動車を導入することになり雨宮製作所から2軸車5両（ガ101-105）を購入し、1932年には汽車製造からボギー式ディーゼル動車1両ヂ301を購入。廃止に伴い江若鉄道、東武鉄道、常総鉄道、総武鉄道に譲渡。